# Jasenica
Jasenica (em húngaro: Jeszence) é um município da Eslováquia, situado no distrito de Považská Bystrica, na região de Trenčín. Tem 7,3 km² de área e sua população em 2018 foi estimada em 1.129 habitantes.

## Demografia
| Ano:        | 1994 | 2004   | 2014   | 2024    |
| ----------- | ---- | ------ | ------ | ------- |
| Broj ljudi: | 950  | 976    | 1063   | 1245    |
| Razlika:    |      | +2,73% | +8,91% | +17,12% |

| Ano:               | 2023 | 2024   |
| ------------------ | ---- | ------ |
| Número de pessoas: | 1238 | 1245   |
| Diferença:         |      | +0,56% |